# Temnophyllus insularis
Temnophyllus insularis är en insektsart som beskrevs av Max Beier 1954. Temnophyllus insularis ingår i släktet Temnophyllus och familjen vårtbitare. Inga underarter finns listade i Catalogue of Life.